# Yenipazar (Bilecik)
Yenipazar ist eine Stadt und ein Landkreis der türkischen Provinz Bilecik. Die Stadt liegt etwa 45 Kilometer östlich der Provinzhauptstadt Bilecik. Die im Stadtsiegel abgebildete Jahreszahl 1989 dürfte auf das Jahr der Erhebung zur Gemeinde (Belediye/Belde) hinweisen.
Yenipazar ist der kleinste und am geringsten bevölkerte Landkreis der Provinz und liegt im Osten selbiger. Er grenzt im Süden an İnhisar, im Westen an Gölpazarı. Extern grenzt der Kreis im Norden an die Provinz Sakarya, im Osten an die Provinz Bolu und im Südosten an die Provinz Eskişehir. Yenipazar liegt am Fluss Değirmen Deresi, der im Süden durch die Schlucht Harmankaya Kanyonu fließt und weiter südlich in den Sakarya mündet.
Der Kreis gliedert sich neben der Kreisstadt (35,6 % der Kreisbevölkerung) in 23 Dörfer (Köy) mit durchschnittlich 80 Einwohnern. Kükürt ist mit 158 Einwohnern das größte Dorf, Dereköy mit 8 Einwohnern zugleich das kleinste der Provinz. Yenipazar war bis zur Bildung eines selbständigen Kreises (durch das Gesetz Nr. 3392 vom 4. Juli 1987) ein Bucak im Landkreis Gölpazarı mit der Belediye Yenipazar (1006 Einw.) als Verwaltungssitz sowie 24 Dörfern (Volkszählung 1985: 6201 Einw.).